# Manfred Riedel
Manfred Riedel (* 10. Mai 1936 in Etzoldshain; † 11. Mai 2009 in Erlangen) war ein deutscher Philosoph.

## Leben
Riedel studierte von 1954 bis 1957 Philosophie, Geschichte, Germanistik, Psychologie und Soziologie an der Karl-Marx-Universität in Leipzig, unter anderem bei Ernst Bloch, Hans Mayer und Hermann August Korff. 1957 floh er aus der DDR nach Heidelberg. Dort führte er sein Studium an der Ruprecht-Karls-Universität bei Karl Löwith, Hans-Georg Gadamer, Arthur Henkel und Werner Conze fort. 1960 promovierte er bei Löwith mit einer Arbeit über Theorie und Praxis im Denken Hegels. Entgegen dem allgemeinen Trend der 1960er-Jahre verstand Riedel Hegel nicht von Marx her, sondern aus den auf Aristoteles zurückgehenden alteuropäischen Traditionen Praktischer Philosophie. 1968 habilitierte er an der Universität Heidelberg mit einer Arbeit zum Thema Bürgerliche Gesellschaft. Eine Kategorie der klassischen Politik und des modernen Naturrechts.
Nach Lehrtätigkeiten an den Universitäten Heidelberg, Marburg und Saarbrücken wurde Riedel 1970 ordentlicher Professor für Philosophie an der Universität Erlangen-Nürnberg. 1980/81 hatte er die Theodor-Heuss-Professur an der New School for Social Research in New York City inne. Es folgten Gastprofessuren in Turin, Rom, Venedig und Atlanta/Georgia. 1992/93 war er Professor an der Friedrich-Schiller-Universität Jena und 1992 erhielt er den Lehrstuhl für Praktische Philosophie an der Martin-Luther-Universität Halle-Wittenberg. Riedel wurde 2004 emeritiert.
Von 1991 bis 2003 war Riedel Präsident der Martin-Heidegger-Gesellschaft, ab 2005 Mitglied des L’Istituto Italiano di Scienze Umane (SUM) in Florenz.

## Forschung und Lehre
Riedel war ein Philosoph, der vor allem in seiner Interpretationskunst klassischer Texte ein eigenes philosophisches Denken entwickelte und damit als später Exponent Humboldtscher Universitätstradition gilt. Nicht der Schul-, sondern der Weltbegriff der Philosophie stand für ihn im Mittelpunkt. Mit Rückblick auf die Antike war Riedel dem deutschen Idealismus, insbesondere Kant, Hegel und der nachidealistischen Philosophie von Nietzsche, Dilthey und Heidegger verbunden.
Seine Forschungen galten drei Schwerpunkten:
1. Geschichte und Formation des Grundtyps europäischer Bürgergesellschaft in Antike, Mittelalter und Neuzeit.
2. Untersuchungen zur Entstehungsgeschichte der modernen Geisteswissenschaften und ihrer Methoden, in denen er nach einem Ausweg aus der Zwangsalternative zwischen hermeneutischen und analytischen Denkweisen der Gegenwart sucht.
3. Rückbesinnung auf die originär-anarchischen Quellen einer „zweiten“, an Mythos, Mysterienreligion und Kunst orientierten Philosophie Alteuropas im Gegenüber zur „ersten“ (archontischen), die von Aristoteles bis hin zu Husserl mit dem Begründungsanspruch apodiktisch strenger Wissenschaft auftritt.

Mit dem dritten Schwerpunkt, den er als Alternative zur aufkommenden „Denkanarchie“ der Postmoderne seit den späten 1980er Jahren sah, verknüpfte er eine Reihe von Studien zum Verhältnis von Philosophie und Poesie im frühen Griechentum und in der modernen europäischen Lyrik von Goethe und Hölderlin über Leopardi bis hin zu Rilke und George. Riedel initiierte mehrere internationale Kongresse, so zum Verhältnis von Philologie und Philosophie bei Nietzsche (Naumburg 1994), über Hermeneutik im Zeitalter der Aufklärung (1996), Natur und Kunst in Nietzsches Denken (2001), Heidegger und der deutsche Idealismus (2002), Philosophie, Medizin und Psychologie (2003).

## Ehrungen
- Dr. h. c. mult.
- Italienischer Nietzsche-Preis 1990 gemeinsam mit Richard Rorty
- Festschrift zum 60. Geburtstag: Inmitten der Zeit. Würzburg 1996
- Festschrift zum 65. Geburtstag: Verstehen in Wort und Schrift. Europäische Denkgespräche – Für Manfred Riedel . Hrsg. von Harald Seubert Weimar 2004

## Veröffentlichungen (Auswahl)

### Bücher
- Theorie und Praxis im Denken Hegels. Kohlhammer, Stuttgart / Berlin / Köln / Mainz 1965, 2. Auflage Ullstein, Berlin 1976 (koreanisch 1982, japanisch 1987)
- Zwischen Tradition und Revolution. Studien zu Hegels Rechtsphilosophie. 1969, 3., erweiterte Auflage 1982 (italienisch 1975, japanisch 1976, spanisch 1979, koreanisch 1983, englisch 1984, chinesisch 2020)
- Metaphysik und Metapolitik. Studien zu Aristoteles und zur politischen Sprache der neuzeitlichen Philosophie. Suhrkamp, Frankfurt a. M. 1975 (spanisch 1976, englisch 1986, italienisch 1987)
- Verstehen oder Erklären? Zur Theorie und Geschichte der hermeneutischen Wissenschaften. Klett-Cotta, Stuttgart 1978 (italienisch 1987, rumänisch 1989)
- Norm und Werturteil. Grundprobleme der Ethik. Reclam, Stuttgart 1979 (japanisch 1982)
- Lineamenti di etica comunicativa. Elementi e principi di una teoria del discorso morale. Padova 1981
- L’Universalità della Scienza Europea e il Primato della Filosofìa. Napoli 1982
- Fra Mito e Scienza. L’inizio della filosofia greca. Napoli 1986
- Für eine zweite Philosophie. Suhrkamp, Frankfurt a. M. 1988 (italienisch 1989, ungarisch 1990)
- Urteilskraft und Vernunft. Kants ursprüngliche Fragestellung. Suhrkamp, Frankfurt a. M. 1989
- Hören auf die Sprache. Die akroamatische Dimension der Hermeneutik. Suhrkamp, Frankfurt a. M. 1990
- Zeitkehre in Deutschland. Wege in das vergessene Land. Siedler, Berlin 1991 (russisch 1996)
- Tradition und Utopie. Ernst Blochs Philosophie im Licht unserer geschichtlichen Denkerfahrung. Suhrkamp, Frankfurt a. M. 1994
- Nietzsche in Weimar. Ein deutsches Drama. Reclam, Leipzig 1997
- Nietzsches Lenzerheide-Fragment über den Europäischen Nihilismus. Entstehungsgeschichte und Wirkung. Zollikon-Zürich 2000. ISBN 3-906640-99-X.
- Freilichtgedanken. Nietzsches dichterische Welterfahrung. Klett-Cotta, Stuttgart 1998 (italienisch von St. Wagner und N. Russo, Napoli 2005)
- Geheimes Deutschland. Stefan George und die Brüder Stauffenberg. Böhlau, Köln 2006, ISBN 3-412-07706-2 (TB 2014, ISBN 978-3-86599-250-5)
- Im Zwiegespräch mit Nietzsche und Goethe. Weimarische Klassik und klassische Moderne. Mohr Siebeck, Tübingen 2009
- Bürgerliche Gesellschaft. Eine Kategorie der klassischen Politik und des modernen Naturrechts. Hrsg. von Harald Seubert unter Mitarbeit von Friedemann Sprang. Franz Steiner Verlag Stuttgart 2011.
- Vorspiele zur ewigen Wiederkunft. Nietzsches Grundlehre. Hrsg. von Harald Seubert unter Mitarbeit von Friedemann Sprang. Böhlau Verlag Wien Köln Weimar 2012. ISBN 978-3-412-20939-1 (Collegium Hermeneuticum 14).
- Manfred Riedel und Harald Seubert: Einführung in die Philosophie. Hrsg. von Friedemann Sprang. Böhlau Verlag Wien Köln Weimar 2015. UTB Band 4424. ISBN 978-3-8252-4424-8. eISBN 978-3-8463-4424-8.

### Aufsätze (Auswahl)
- Vom Biedermeier zum Maschinenzeitalter, in: Archiv für Kulturgeschichte 43 (1961), S. 100–123; wiederabgedruckt In: H. Segeberg (Hrsg.), Technik in der Literatur. Frankfurt/Main 1987, S. 102–132.
- Zur Topik des klassisch-politischen und des modern-naturrechtlichen Gesellschaftsbegriffs, in: Archiv für Rechts- und Sozialphilosophie 51 (1965), S. 291–318.
- Nature and Freedom in Hegel's Philosophy of Right, in: Z. A. Pelczynski (Hrsg.), Hegel's Political Philosophy. Problems and Perspectives, Cambridge 1971, S. 136–151.
- Über einige Aporien der praktischen Philosophie des Aristoteles, in: M. Riedel (Hrsg.), Rehabilitierung der praktischen Philosophie, Bd. 1, Freiburg/Breisgau 1972, S. 79–97.
- Aristotelismus und Humanismus, In: Zeitschrift für philosophische Forschung, Bd. XXVII (1973), S. 367–377.
- Der Begriff der „Bürgerlichen Gesellschaft“ und das Problem seines geschichtlichen Ursprungs, in: E. W. Böckenförde (Hrsg.), Staat und Gesellschaft, Darmstadt 1976 (= Wege der Forschung Band 471), S. 77–108.
- Historischer, metaphysischer und transzendentaler Zeitbegriff, in: R. Koselleck (Hrsg.), Studien zum Beginn der modernen Welt, Stuttgart 1977, S. 300–316.
- Moral- und Rechtsnormen. Zu einigen Grundfragen der Normentheorie, in: Perspektiven der Philosophie, Neue Jahrgänge III (1978), S. 81–95.
- Philosophieren nach dem ‚Ende der Philosophie‘? In: H. Lübbe (Hrsg.), Wozu Philosophie? Berlin, New York 1978, S. 259–287; in gekürzter Fassung auch in: Neue Deutsche Hefte 25 (1978), S. 451–470.
- Die Universalität der europäischen Wissenschaft als begriffs- und wissenschaftsgeschichtliches Problem, in: Zeitschrift für allgemeine Wissenschaftstheorie X (1979), S. 267–287.
- Kritik der reinen Vernunft und Sprache. Zum Kategorienproblem bei Kant, in: Allgemeine Zeitschrift für Philosophie 7.2. (1982), S. 1–16.
- Philosophie als Beruf, in: J. Schickel (Hrsg.), Philosophie als Beruf. Frankfurt/Main 1982, S. 21–42.
- Zwischen Plato und Aristoteles. Heideggers doppelte Exposition der Seinsfrage und der Ansatz von Gadamers hermeneutischer Gesprächsdialektik, in: Allgemeine Zeitschrift für Philosophie 11.3 (1986), S. 1–28.
- Das Grundwort des Anaximander, in: Archiv für Geschichte der Philosophie 69 (1987), S. 1–17.
- Seinsverständnis und Sinn für das Tunliche. Der hermeneutische Weg zur praktischen Philosophie, in: H. Maier u. a. (Hrsg.), Politik, Philosophie, Praxis. Festschrift für Wilhelm Hennis zum 65. Geburtstag, Stuttgart 1988, S. 280–302.
- Die akroamatische Dimension der Hermeneutik, in: A. Gethmann-Siefert (Hrsg.), Philosophie und Poesie. Otto Pöggeler zum 60. Geburtstag, Stuttgart, Bad Cannstatt 1988, Band 1, S. 107–120.
- Hegel und das Problem des Anfangs der griechischen Philosophie, in: Antike und Abendland, XXXIV (1988), S. 28–42; auch in: Man and World 21 (1988), S. 395–415.
- Erster und anderer Anfang. Hegels Bestimmung des Ursprungs und Grundes der griechischen Philosophie, in: H.-Chr. Lukas und G. Planty-Bonjour (Hrsg.), Logik und Geschichte in Hegels System, Stuttgart, Bad Cannstatt 1989, S. 173–197.
- Imputation der Handlung und Applikation des Sittengesetzes. Über den Zusammenhang von Hermeneutik und praktischer Urteilskraft in Kants Lehre vom „Faktum der Vernunft“, in: K.O. Apel, R. Pozzi (Hrsg.), Gedenkschrift für K.-H. Ilting, Stuttgart 1988, S. 418–446; auch in: Allgemeine Zeitschrift für Philosophie 14.1 (1989), S. 27–51.
- Zeit und Naturerfahrung. Hegel und der Ursprung der abendländischen Atomtheorie, in: H. Busche, G. Heffernan und D. Lohmar (Hrsg.), Bewußtsein und Zeitlichkeit. Ein Problemschnitt durch die Philosophie der Neuzeit, Festschrift für G. Schmidt, Würzburg 1990, S. 103–125.
- Menschenrechtsuniversalismus und Patriotismus. Kants politisches Vermächtnis an unsere Zeit, in: Allgemeine Zeitschrift für Philosophie 18.1 (1993), S. 1–23; auch In: W. Böhm (Hrsg.), Erziehung und Menschenrechte, Würzburg 1995, S. 37–57.
- Die Idee vom anderen Deutschland. Legende und Wirklichkeit, 20. Kasseler Hochschulwoche, Band 16, Kassel 1994.
- Sensibilität für die Natur. Ästhetische Erfahrung und Interpretation in Kants Philosophie des Schönen, in: D. Schönrich, Y. Kato (Hrsg.), Kant in der Diskussion der Moderne. Frankfurt/M. 1996, S. 506–525.
- Europa in Leibnizʼ Geschichtsdenken, in: R. Enskat (Hrsg.), Amicus Plato magis amica veritas, Festschrift für Wolfgang Wieland zum 65. Geburtstag, Berlin, New York 1998, S. 194–218.
- Nietzsches Gedicht ‚Sils Maria‘. Entstehungsgeschichte und Deutung, in: Nietzsche-Studien 27 (1998), S. 268–283.
- Die Erfindung des Philologen. Friedrich August Wolf und Friedrich Nietzsche, in: H. A. Adriaanse und R. Enskat (Hrsg.), Fremdheit und Vertrautheit. Hermeneutik im europäischen Kontext, Leuven 2000, S. 97–122.
- Lied vom Exil? Nachkriegsbegegnungen mit Nietzsche, in: Günter Seubold, G. Baruchello (Hrsg.), Was mir Nietzsche bedeutet. Prominente aus Kunst, Politik und Philosophie antworten, Bonn 2001.
- Pathos des Hörens. Orphischer Gesang bei Nietzsche und Rilke, in: Blätter der Rilke-Gesellschaft 24 (2002), S. 33–52.
- Nietzsches Lehre von den drei Verwandlungen: Metamorphosen des Geistes, in: expressis verbis. Philosophische Betrachtungen, Festschrift für Günter Schenk zum 65. Geburtstag, Halle 2003, S. 272–283./
- „Exstirpation des deutschen Geistes“. Nietzsches Kampf gegen das Bismarckreich, in: E. Conze, U. Schlie, H. Seubert (Hrsg.), Geschichte zwischen Wissenschaft und Politik. Festschrift für Michael Stürmer zum 64. Geburtstag, Baden-Baden 2003, S. 191–206.
- Nietzsche und der junge Hofmannsthal, in: L. Kais (Hrsg.), Das Daedalus-Prinzip. Ein Diskurs zur Montage und Demontage von Ideologien, Festschrift für Steffen Dietzsch zum 65. Geburtstag, Berlin 2009, S. 285–304.
- Philosoph des „anderen Deutschland“? Ernst Bloch in Leipzig, in: A. Gallus, W. Müller, Sonde 1957 (Schriftenreihe der Gesellschaft für Deutschlandforschung 98), S. 363–377.
- „Welch ein schimmer traf mich vom südlichen meer?“ – Zu Georges Gedicht ‚Goethes lezte Nacht in Italien‘, in: B. Pieger und B. Schefold (Hrsg.), Stefan George. Dichtung – Ethos – Staat, Denkbilder für ein geheimes europäisches Deutschland, Berlin 2010, S. 95–130.
- „Sich bannen in den Kreis den liebe schliesst“. Nietzsche und George, in: B. Pieger und B. Schefold (Hrsg.), Stefan George. Dichtung – Ethos – Staat, Denkbilder für ein geheimes europäisches Deutschland, Berlin 2010, S. 399–416.

### Herausgeber
- Natur und Geschichte. Karl Löwith zum 70. Geburtstag (mit H. Braun). Stuttgart / Berlin / Köln / Mainz 1967
- Hegel Studien-Ausgabe in 3 Bänden (zusammen mit K. Löwith), Frankfurt/Main 1968.
- W. Dilthey: Der Aufbau der geschichtlichen Welt in den Geisteswissenschaften. Frankfurt a. M. 1970, 2. Auflage (suhrkamp taschenbuch wissenschaft) 1973
- Rehabilitierung der Praktischen Philosophie. 2 Bände, Freiburg i. Br. 1972/74 (englisch 1987)
- I. Kant, Schriften zur Geschichtsphilosophie, Stuttgart 1974.
- Deutscher Idealismus. Philosophie- und Wirkungsgeschichte in Quellen und Studien, Stuttgart 1980ff. (zusammen mit H.-M. Baumgartner, R. Bubner u. a.).
- Materialien zu Hegels Rechtsphilosophie, 2 Bände, Frankfurt a. M. 1975
- Geschichte der Philosophie im 19. Jahrhundert, Stuttgart 1981
- Contemporary German Philosophy, Vol. I-III, 1982ff. (zusammen mit R. Spaemann, W. Wieland, R. Wiehl)
- Dialogos, Europäisches Denken, Stuttgart 1983ff.
- W. Dilthey: Das Wesen der Philosophie, Stuttgart 1984
- Heidegger Studies Vol. II ff. 1987 ff. (mit F.-W. von Herrmann, H. Boeder, O. Pöggeler u. a.)
- Hegel und die antike Dialektik, 1990
- F. Nietzsche, Die Philosophie im tragischen Zeitalter der Griechen, Stuttgart 1994.
- Collegium Hermeneuticum. Deutsch-italienische Studien zur Kulturwissenschaft und Philosophie, begründet von M. Riedel und F. Tessitore, Wien, Köln, Weimar 1999ff. Bisher erschienen sind Bd. 1–14.